# اکتن (مین)
اکتون، ماین (به انگلیسی: Acton, Maine) یک سکونتگاه مسکونی در ایالات متحده آمریکا است که در York County واقع شده‌است.

## خصوصیات
اکتون ۱۰۶٫۴۷ کیلومترمربع مساحت و ۲٬۴۴۷ نفر جمعیت دارد و ۲۲۸ متر بالاتر از سطح دریا واقع شده‌است.